# 森下大地
森下 大地（もりした だいち、1998年4月22日 - ）は、日本の元俳優、編集者。東京都出身。父は将棋棋士の森下卓。

## 来歴
小学生の時に将棋を覚え、中学生で囲碁を始めると数か月で有段者となる実力を身につけた。囲碁のプロ棋士となることも考えていたが、俳優の養成所に通っていた友人の影響で芸能界に憧れを持つようになり、中学3年の冬に両親には知らせずにアオイコーポレーションのオーディションに応募し合格。父の応援も受けて芸能界入りした。
演技経験がなかったことからレッスンで一から演技を学び、2014年9月に日本テレビ系『金田一少年の事件簿N（neo）』でテレビドラマ初出演。翌2015年にフジテレビ系『残念な夫。』で初のセミレギュラー出演。2016年1月にはNHK連続テレビ小説『あさが来た』にヒロインの甥・眉山藍之助役で出演した。
2017年7月公開の『君の膵臓をたべたい』で映画初出演を果たした。
2019年2月放送のNHK BSプレミアム『盤上のアルファ〜約束の将棋〜』で父の森下卓と親子役で初共演した。
2019年10月時点で所属していたアオイコーポレーションのサイトからプロフィールが削除されており、また、公式サイトも閉鎖している。
俳優業引退後はマイナビ出版で囲碁担当の編集者として勤務している。前職はWebエンジニアだったことも公表している。

## 人物
- 趣味はヴァイオリン、合氣道、テニス、水泳[9]。
- 特技は囲碁、将棋[9]。父・森下卓九段が「将棋界は才能に恵まれ、その上で努力をする人しか上に行くことができない世界。棋士を目指すことの厳しさを知っているので、子供に将棋を教えることはしませんでした」と語るように、集会所などで身につけた。父と囲碁はしても将棋はしなかったという[1]。囲碁の段位は2023年時点でアマ六段[8]。

## 出演

### テレビドラマ
- 金田一少年の事件簿N（neo） 第7話（2014年9月6日、日本テレビ） - 野球部員 役
- 残念な夫。（2015年1月14日 - 3月25日、フジテレビ） - 久保田航 役
- ブスと野獣（2015年8月2日 - 9月19日、フジテレビ） - 下北沢男・マサル 役
- 連続テレビ小説 あさが来た 第96話 - 第155話（2016年1月23日 - 4月1日、NHK） - 眉山藍之助 役
- ユニバーサル広告社～あなたの人生、売り込みます!～ 第1話・第2話・最終話（2017年10月20日・27日・12月1日、テレビ東京） - 嶋田武弘 役
- 盤上のアルファ〜約束の将棋〜 第3話・最終話（2019年2月17日・24日、NHK BSプレミアム） - 水上哲也 役

### 映画
- 君の膵臓をたべたい（2017年7月28日、東宝） - 栗山 役[5]
- 青の帰り道（2018年12月7日、NexTone） - 高校生 役